# Amagerkonerne sælger Blomster paa Højbro Plads
Amagerkonerne sælger Blomster paa Højbro Plads er en dansk dokumentarisk optagelse fra 1913 produceret af Politiken Fonden. I optagelsen ses journalisten Anker Kirkeby (1884-1957), der tog initiativ til optagelsen af en række portrætfilm i 1913-1914.

## Handling
Bondekoner fra Amager sælger blomster til Politiken-journalist Anker Kirkeby på Højbro Plads, mens en herre i overfrakke passerer, og en dreng i arbejdstøj lidt efter ser til Storkespringvandet ses i baggrunden. 
Kong Christian II (1481-1559) hentede 24 hollandske familier til Amager i årene 1515-1521. De skulle forsyne hoffet i København med frugt og grøntsager. Bønder fra Amager solgte gennem mange år deres blomster og grøntsager på Højbro Plads.